# Arrondissement de Breslau

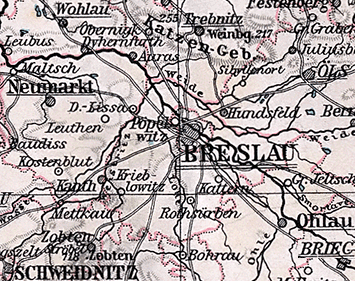
Ville et arrondissement de Breslau aux limites de 1905

Pour les articles homonymes, voir Breslau (homonymie).
L'arrondissement de Breslau est un arrondissement prussien de Silésie qui a existé de 1742 à 1945. Son ancien territoire se trouve maintenant dans la voïvodie polonaise de Basse-Silésie.

## Histoire

### Royaume de Prusse
Après la conquête de la majeure partie de la Silésie par la Prusse en 1741, les structures administratives prussiennes sont introduites en Basse-Silésie par l'ordre du cabinet royal du 25 novembre 1741. Celles-ci comprennent la création de deux chambres de guerre et de domaine (de) à Breslau et Glogau ainsi que leur division en arrondissements et la nomination d' administrateurs d'arrondissement le 1er janvier 1742
Dans la principauté de Breslau, l'une des sous-principautés silésiennes, les arrondissements prussiens de Breslau, Namslau (de) et Neumarkt-Canth sont formés à partir des anciens faubourgs silésiens de Breslau, Canth, Neumarkt et Namslau. Johann Wenzel von Trach est nommé premier administrateur de l'arrondissement de Breslau,. L'arrondissement de Breslau est initialement subordonné à la chambre de la guerre et de domaine de Breslau et est affecté au district de Breslau dans la province de Silésie au cours des réformes Stein-Hardenberg en 1815.
La liberté d'arrondissement de la ville de Breslau est expressément confirmée dans l'édit de gendarmerie de 1812.
Avec la réforme de l'arrondissement du 1er janvier 1818 dans le district de Breslau, les reclassements suivants sont effectués  :
- Les villages de Baumgarten, Bohrau, Deutschlauben, Großburg, Jelline, Jexau, Klein Bresa, Krentsch, Kurtsch, Michelwitz, Neidchen, Ottwitz, Petrikau, Schönfeld, Schweinbraten et Wäldchen sont passés de l'arrondissement de Breslau à l'arrondissement de Strehlen.
- Les villages de Beckern, Jeltsch, Lange, Neuvorwerk et Rattwitz sont transférés de l'arrondissement de Breslau à l'arrondissement d'Ohlau.
- Les villages de Groß et Klein Bischkowitz, Haasenau, Hennigsdorf, Kottwitz, Kunzendorf, Schebitz, Sponsberg et Striese sont passés de l'arrondissement de Breslau à l'arrondissement de Trebnitz.
- La ville d'Auras, le bourg de Dyhrnfurth et les villages d'Althof, Cranz, Hauffen, Heinzendorf, Jäckel, Liebenau, Pathendorf, Racke, Reichwald, Riemberg, Schönborn, Seiffersdorf, Sorge, Sürchen, Thannwald, Thiergarten, Vogtswalde et Wahren sont transférés de l'arrondissement de Breslau à l'arrondissement de Wohlau (de).

Le 1er avril 1897, les premiers grands rattachements au profit de Breslau ont lieu. Les communes de Kleinburg et Pöpelwitz et le district de domaine de Pöpelwitz quittent l'arrondissement de Breslau et rejoignent l'arrondissement urbain de Breslau.

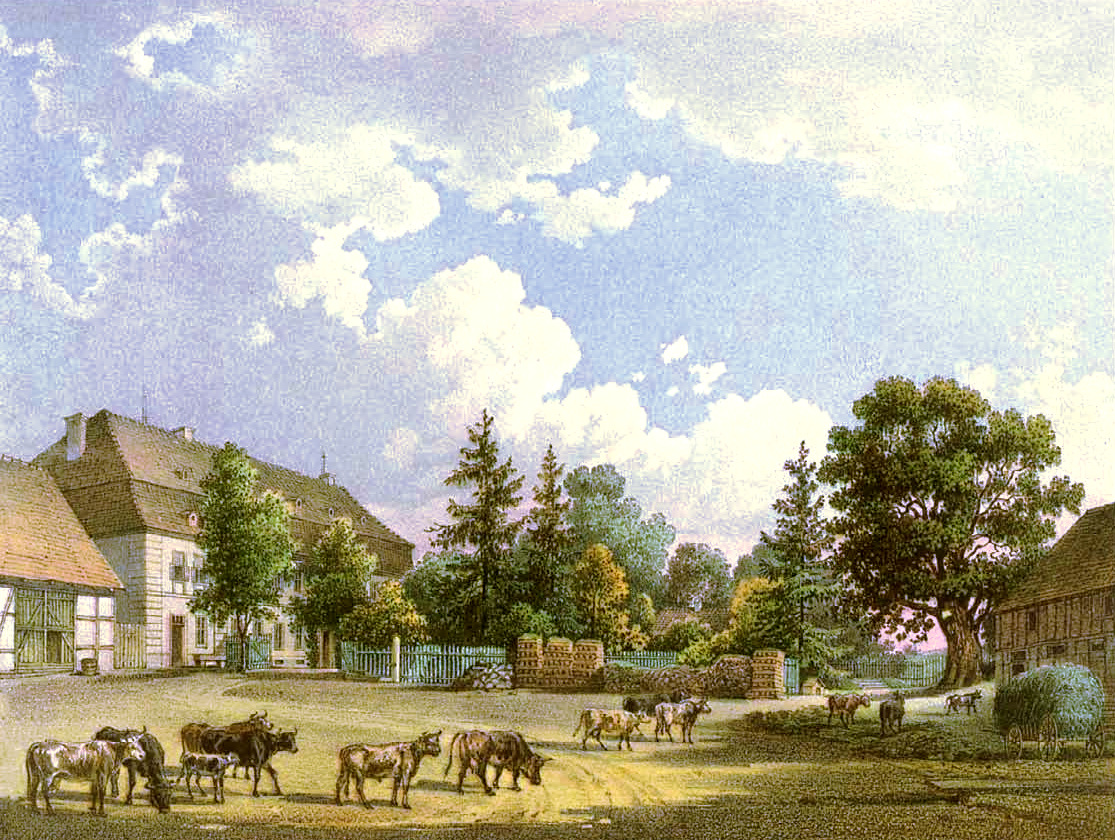
Manoir d'Oswitz vers 1860, Collection Alexander Duncker

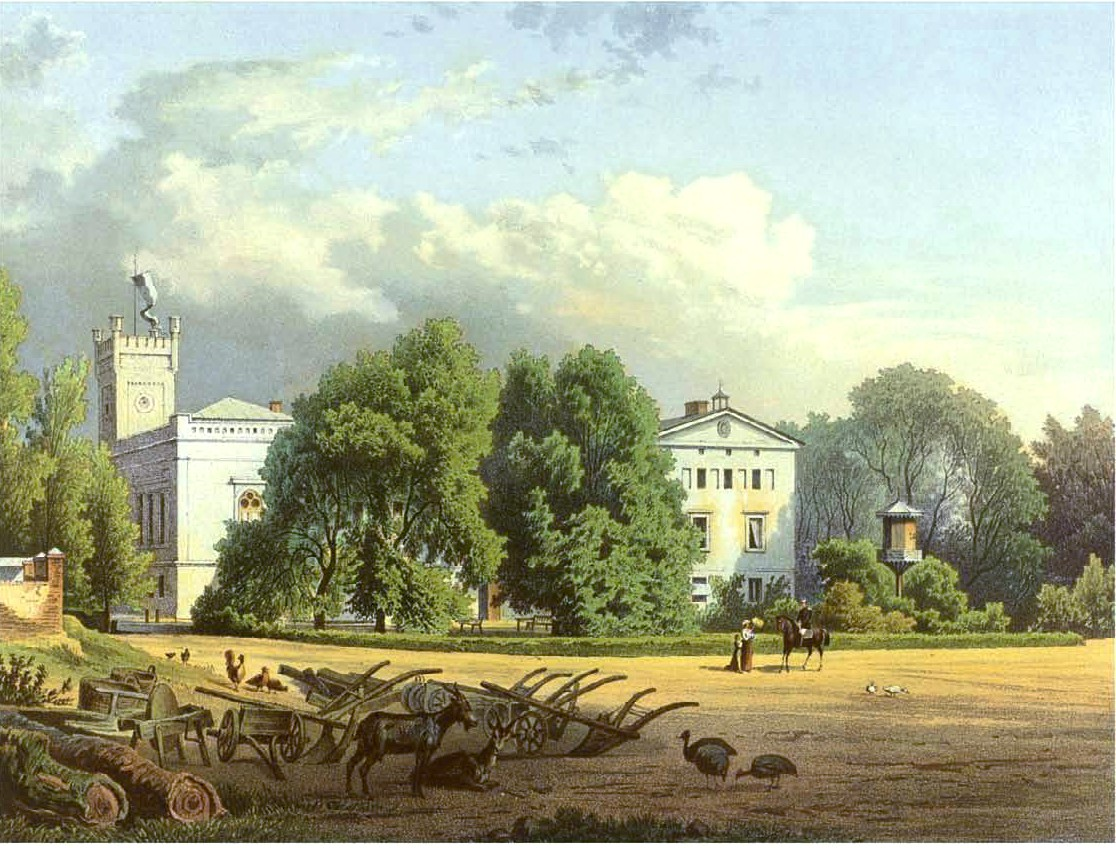
Château de Gallowitz vers 1860, Collection Duncker

Le 1er avril 1904, les communes de Dürrgoy, Herdain et Morgenau et les districts de domaine de Morgenau et Leertüte perdent leur indépendance par incorporation à l'arrondissement urbain de Breslau, et le 1e avril 1911 la commune de Gräbschen et le district de domaine de Gräbschen. La province de Silésie est dissoute le 8 novembre 1919. La nouvelle province de Basse-Silésie est formée à partir des districts de Breslau et de Liegnitz.

### État libre de Prusse
La plus grande vague d'incorporation en faveur de la ville et au détriment de l'arrondissement a eu le 1er avril 1928. L'arrondissement de Breslau perd alors tout ou partie de son territoire au profit de l'arrondissement urbain de Breslau :
- les communes rurales d'Althofnaß, Drachenbrunn, Goldschmieden, Groß Masselwitz, Groß Tschansch, Grüneiche, Hartlieb (en), Herrnprotsch (de), Karlowitz, Kawallen, Klein Gandau, Klein Masselwitz, Klein Mochbern, Klein Tschansch, Kosel, Krietern, Kundschütz, Lilienthal, Maria-Höfchen, Neukirch, Oltaschin, Oswitz, Ottwitz, Pilsnitz, Pohlanowitz, Rosenthal, Schmiedefeld, Schottwitz, Schwoitsch, Stabelwitz et Woischwitz
- les districts de domaine de Bartheln, Bischofswalde, Friedewalde, Goldschmieden, Groß Masselwitz, Hartlieb, Herrnprotsch, Kawallen, Klein Masselwitz, Kottwitz Forst, Maria-Höfchen, Neukirch, Oswitz, Ottwitz, Pilsnitz, Pirscham, Rosenthal, Schottwitz, Schmiedefeld, Schwoitsch, Stabelwitz, Wilhelmsruh, Zedlitz et Zimpel.

Le 30 septembre 1929, tous les districts de domaine de l'arrondissement de Breslau sont dissous et attribués aux communes voisines conformément à l'évolution du reste de la Prusse.
Les reclassements suivants ont lieu le 1er octobre 1932, :
- La ville de Kanth et les communes de Beilau, Fürstenau, Jürtsch, Kammenorf b. Kanth, Koslau, Landau, Lorzendorf, Mettkau, Neudorf, Nieder Struse, Ober Struse, Ocklitz, Polsnitz, Rommenau, Sachwitz, Schimmelwitz, Stöschwitz et Zaugwitz sont transférés de l'arrondissement de Neumarkt à l'arrondissement de Breslau.
- Les communes de Bischkowitz, Groß Tinz, Grunau, Jäschwitz, Klein Tinz, Kuhnau, Naselwitz, Poppelwitz, Rankau, Stein, Strachau b. Zobten et Wilschkowitz passent de l'arrondissement dissous de Nimptsch à l'arrondissement de Breslau.
- La ville de Zobten et les communes d'Altenburg, Bankwitz, Groß Mohnau, Groß Silsterwitz, Kapsdorf, Klein Silsterwitz, Kristelwitz, Marxdorf, Michelsdorf, Mörschelwitz-Rosenthal, Protschkenhain, Queitsch, Rogau-Rosenau, Striegelmühle, Ströbel et Wernersdorf sont transférés de l'arrondissement de Schweinitz à l'arrondissement de Breslau.

Le 1er avril 1938, les provinces prussiennes de Basse-Silésie et de Haute-Silésie sont réunies pour former la nouvelle province de Silésie. Le 18 janvier 1941, la province de Silésie est dissoute et la nouvelle province de Basse-Silésie est formée à partir des districts de Breslau et Liegnitz.
Au printemps 1945, l'arrondissement est occupé par l'Armée rouge. À l'été 1945, l'arrondissement est placé sous administration polonaise par les forces d'occupation soviétiques conformément à l'Accord de Potsdam (de).. L'afflux de civils polonais commence dans l'arrondissement, dont certains viennent des zones à l'est de la ligne Curzon qui sont tombées aux mains de l'Union soviétique. Dans la période qui suit, la majeure partie de la population allemande est expulsée de l'arrondissement.

## Évolution de la démographie
| Année | Habitants | Source |
| ----- | --------- | ------ |
| 1819  | 41.112    | [ 10 ] |
| 1871  | 68 927    | [ 11 ] |
| 1885  | 80 653    | [ 12 ] |
| 1900  | 88 125    | [ 13 ] |
| 1910  | 95 237    | [ 13 ] |
| 1925  | 102 625   | [ 14 ] |
| 1939  | 102 622   | [ 14 ] |

## Administrateurs de l'arrondissement
| - 1742–174400Johann Wenzel von Trach (de) - 17450000000Sylvius Ferdinand von Siegroth (de) - 1746–174800von Looß - 1748–175200George Sigismund von Canitz und Dallwitz (de) - 1752–175600Max Ferdinand von Raczensky (de) - 1756–176500Johann Friedrich von Burgsdorff (de) - 1765–178200Gustav Adolph Helmrich von Elgott (de) - 1782–179000Friedrich August von Riedel und Löwenstern (de) - 1790–179700Johann Wenzel von Haugwitz (de) - 1798–000000Johann George Ferdinand von Oheimb (de) - 0000–181900Karl Theodor von Nimptsch - 1819–185300August von Königsdorff (de) - 1853–186100August von Ende (1815–1889) - 1861–186900Konrad von Roeder (de) (1833–1900) | - 1869–187900Leopold von Harrach - 1880–189600Georg von Heydebrand und der Lasa (de) (1853–1901) - 1897–190200Kurt von Lieres und Wilkau (de) - 1902–191900Ernst Wichelhaus (de) (1865–1943) - 1919–191900Hohberg - 1919–192300Alfred Herrmann - 1923–193200Adolf Bachmann - 1933–193400Georg Horstmann (de) (1894–1940) - 1934–193500Georg von Schellwitz (de) (1897–1974) - 1935–193600Gallasch - 1936–193900Georg Bald - 19400000000Alfred Janetzki (de) (1880–1977) - 1940–194100Heinrich Braasch (de) (1902–1941) - 1942–194500Günter Riesen |

## Constitution communale
Depuis le XIXe siècle, l'arrondissement de Breslau est divisé en villes, en communes rurales et en districts de domaine. Avec l'introduction de la loi constitutionnelle prussienne sur les communes du 15 décembre 1933 ainsi que le code communal allemand du 30 janvier 1935, le principe du leader est appliqué au niveau municipal. Une nouvelle constitution d'arrondissement n'est plus créée; Les règlements de l'arrondissement pour les provinces de Prusse-Orientale et Occidentale, de Brandebourg, de Poméranie, de Silésie et de Saxe du 19 mars 1881 restent applicables.

## Communes
En 1936, l'arrondissement de Breslau comprend trois villes et 183 communes : 
| - Albrechtsdorf - Alt Gandau - Alt Schliesa - Altenburg - Althofdürr - Althofnaß - Arnoldsmühle - Baara - Bankwitz - Barottwitz - Beilau - Benkwitz - Bettlern - Bischkowitz - Bischwitz am Berge - Bismarcksfeld - Blankenau - Bogenau - Bogschütz - Boguslawitz - Brockau, ville - Buchwitz - Damsdorf - Domslau - Drachenbrunn - Duckwitz - Dürrjentsch - Eckersdorf - Fürstenau - Gallowitz - Gnichwitz - Groß Bresa - Groß Grunau - Groß Mochbern - Groß Mohnau - Groß Nädlitz - Groß Sägewitz - Groß Schottgau - Groß Silsterwitz - Groß Sürding - Groß Tinz an der Lohe - Grunau b. Zobten - Grünhübel - Guckelwitz - Guhrwitz - Haidänichen - Hermannsdorf | - Irrschnocke - Jackschönau - Janowitz - Jäschkowitz - Jäschwitz - Jerasselwitz - Jürtsch - Kammelwitz - Kammendorf b. Kanth - Kanth, ville - Kapsdorf - Karowahne - Kattern - Kentschkau - Klarenkranst - Klein Nädlitz - Klein Rasselwitz - Klein Sägewitz - Klein Silsterwitz - Klein Sürding - Klein Tinz - Klettendorf (de) - Kniegwitz - Koberwitz - Koslau - Kottwitz - Kreika - Krichen - Krieblowitz - Kriptau - Kristelwitz - Krolkwitz - Kuhnau - Kundschütz - Lamsfeld - Landau - Lanisch - Leipe-Petersdorf - Liebethal - Lohe - Lorankwitz - Lorzendorf - Magnitz - Malkwitz - Malsen - Mandelau - Margareth | - Marienkranst - Marxdorf - Meleschwitz - Mellowitz - Merzdorf - Mettkau - Michelsdorf - Mörschelwitz-Rosenthal - Münchwitz - Naselwitz - Neu Schliesa - Neudorf b. Breslau - Neudorf b. Kanth - Neuen - Nieder Struse - Niederhof - Ober Struse - Oberhof - Ocklitz - Oderwitz - Oldern - Oltaschin (de) - Opperau (de) - Paschwitz - Pasterwitz - Peltschütz - Peterwitz - Pilsnitz (pl) - Pollogwitz - Poppelwitz - Prisselwitz - Probotschine - Protschkenhain - Protsch-Weide (pl) - Puschkowa - Queitsch - Radwanitz - Rankau - Ransern - Reppline - Rogau-Rosenau - Romberg - Rommenau - Rothsürben - Sacherwitz - Sachwitz - Sadewitz | - Sambowitz - Schalkau - Schauerwitz - Schiedlawitz - Schimmelwitz - Schlanz - Schmartsch - Schmolz - Schönbankwitz - Schönborn - Schosnitz - Schottwitz - Seschwitz - Sillmenau - Stein - Steine - Stöschwitz - Strachau - Strachwitz - Striegelmühle - Ströbel - Thauer - Tinz - Treschen - Tschauchelwitz - Tschechnitz - Tschirne - Wangern - Wasserjentsch - Weidenhof - Weigwitz - Wernersdorf - Wessig - Wilkowitz - Wilschkowitz - Wiltschau - Wirrwitz - Woigwitz - Woischwitz - Wüstendorf - Zaugwitz - Zaumgarten - Zindel - Zobten, ville - Zweibrodt |

Incorporations jusqu'en 1938
| - Dürrgoy, le 1er avril 1904 à Breslau - Geistlich Kattern, le 17 octobre 1928 à Kattern - Goldschmieden, le 1er avril 1928 à Breslau - Grabschen, le 1er avril 1911 à Breslau - Groß Masselwitz, le 1er avril 1928 à Breslau - Groß Oldern, le 30 septembre 1928 à Olden - Groß Tschansch, le 1er avril 1928 à Breslau - Grüneiche, au 1er avril 1928 à Breslau - Hartlieb, le 1er avril 1928 à Breslau - Herdain, le 1er avril 1904 à Breslau - Herrprotsch (de), le 1er avril 1928 à Breslau - Karlowitz, le 1er avril 1928 à Breslau - Kawallen-Friedewalde, le 1er avril 1928 à Breslau - Klein Gandau, le 1er avril 1928 à Breslau - Klein Masselwitz, le 1er avril 1928 à Breslau - Klein Mochbern, le 1er avril 1928 à Breslau - Klein Olden, le 30. Septembre 1928 à Olden - Klein Sawwitz, le 1er avril 1938 à Wasserborn - Klein Silsterwitz, le 1er avril 1938 à Senkenberg - Klein Tinz, le 1er avril 1938 à Groß Tinz an der Lohe - Klein Tschansch, au 1er avril 1928 à Breslau - Kleinburg, le 1er avril 1897 à Breslau - Kosel, le 1er avril 1928 à Breslau - Krawallenle le 1er avril 1928 à Breslau | - Krietern, le 1er avril 1928 à Breslau - Kundschütz, le 1er avril 1938 à Senkenberg - Lilienthal, le 1er avril 1928 à Breslau - Maria-Höfchen, le 1er avril 1928 à Breslau - Merzdorf, le 1er avril 1938 à Liebethal - Morgenau, le 1er avril 1904 à Breslau - Neukirch, le 1er avril 1928 à Breslau - Oswitz, le 1er avril 1928 à Breslau - Ottwitz, le 1er avril 1928 à Breslau - Pilsnitz, le 1er avril 1928 à Breslau - Pleischwitz, le 17 octobre 1928 à Treschen - Pohlanovitz, le 1er avril 1928 à Breslau - Popelwitz, le 1er avril 1897 à Breslau - Reibnitz, le 17 octobre 1928 à Peterwitz - Rosenthal, le 1er avril 1928 à Breslau - Schillermühle, le 17 octobre 1928 à Arnoldsmühle - Schmiedefeld, le 1er avril 1928 à Breslau - Schwoitsch, le 1er avril 1928 à Breslau - Siebischau, le 17 octobre 1928 à Oberhof - Stabelwitz, le 1er avril 1928 à Breslau - Janowitz, le 1er avril 1938 à Lengefeld - Weltlich Kattern, le 17 octobre 1928 à Kattern - Zweihof, le 1er décembre 1900 à Barottiwitz |

## Changements de noms de lieux
En 1937, de nombreux noms de lieux sont germanisés dans l'arrondissement de Breslau. Il s'agit principalement d'ajustements phonétiques, de traductions ou d'inventions libres  :
| - Alt Schliesa → Alt Schlesing - Bankwitz → Burghübel - Barottwitz → Schmücken - Benkwitz → Lindenruh - Bischkowitz → Loheichen - Bischwitz am Berge → Linden am Berge - Bogschütz → Lohbusch - Boguslawitz → Schwarzaue - Buchwitz → Buchen - Duckwitz → Gutendorf - Dürrjentsch → Riembergshof - Gallowitz → Gallen - Gnichwitz → Altenrode - Groß Bresa → Erlebusch - Groß Mochbern → Lohbrück - Groß Nädlitz → Nädlingen - Groß Sägewitz → Segen - Groß Silsterwitz → Senkenberg - Guckelwitz → Berghuben - Guhrwitz → Burgweiler - Irrschnocke → Königsruh - Jackschönau → Schwertern - Janowitz → Waldschleuse - Jäschkowitz → Lengefeld - Jäschwitz → Hannsfeld - Jerasselwitz → Gerlanden - Jürtsch → Jürgen - Kammelwitz → Kammfeld - Karowahne → Karben - Kentschkau → Keltingen - Klarenkranst → Klarenwald - Klein Nädlitz → Nädlau - Klein Rasselwitz → Grenzhorst - Klein Sägewitz → Kampfwasser | - Klein Silsterwitz → Silingtal - Kniegwitz → Elfhofen - Koberwitz → Rößlingen - Koslau → Kiesgrund - Kottwitz → Jungfernsee - Kreika → Rohrquell - Krieblowitz → Blüchersruh - Kristelwitz → Weidengrund - Krolkwitz → Weidmannsau - Kundschütz → Zehnhufen - Lorankwitz → Rolandsmühle - Magnitz → Magning - Malkwitz → Waldtal - Marienkranst → Marienwald - Meleschwitz → Fünfteichen - Mellowitz → Teichlinden - Mörschelwitz-Rosenthal → Rosenborn - Münchwitz → Münchau - Naselwitz → Steinberge - Neu Schliesa → Neu Schlesing - Ocklitz → Eichwall - Oderwitz → Schildern - Oltaschin (de) → Herzogshufen - Paschwitz → Fuchshübel - Pasterwitz → Pastern - Peltschütz → Buschfelde - Peterwitz → Petersweiler - Pollogwitz → Dreiteichen - Polsnitz → Brückenfelde - Poppelwitz → Dreihöfen - Prisselwitz → Prisselbach - Probotschine → Probstaue - Protschkenhain → Dreisteine | - Protsch-Weide → Weide - Puschkowa → Hubertushof - Queitsch → Leukirch - Radwanitz → Wasserborn - Rothsürben → Rothbach - Sacherwitz → Sachern - Sachwitz → Martinsgrund - Sadewitz → Schill - Sambowitz → Seydlitzaue - Schauerwitz → Freienfeld - Schiedlawitz → Siedlingen - Schimmelwitz → Zweibach - Schmartsch → Dörfel - Schönbankwitz → Schönlehn - Schosnitz → Reichbergen - Schottwitz → Burgweide - Seschwitz → Trostdorf - Stöschwitz → Eichdamm - Strachau → Silingau - Strachwitz → Schöngarten - Tschauchelwitz → Rübenau - Tschechnitz → Kraftborn - Tschirne → Großbrück - Wasserjentsch → Schönwasser - Weigwitz → Roßweiler - Wessig → Bergmühle - Wilkowitz → Weizengrund - Wilschkowitz → Wolfskirch - Wiltschau → Herdhausen - Wirrwitz → Konradserbe - Woigwitz → Albrechtsau - Woischwitz → Hoinstein - Zaugwitz → Trutzflut |

## Personnalités liées à l'arrondissement
- Karl Abraham von Zedlitz (1731-1793), ministre mort à Kapsdorf
- Benno von Tschirschky-Reichell (1810-1878), homme politique né et mort à Schlanz
- Remus von Woyrsch (1847-1920), maréchal né au château de Pilsnitz (pl)
- Walter Schmidt (1930-), historien né à Protsch-Weide (pl)